# Paris Dupree
Paris Dupree (1950 – agosto 2011) è stata un'artista statunitense, nota per la sua carriera come drag queen.
Le vengono attribuite le origini del vogueing e di diversi aspetti della ball culture.

## Biografia

### Carriera
La carriera di Dupree come drag queen ebbe inizio quando fondò la casa "House of Dupree", che viene considerata una delle migliori ballroom degli anni '70. Nel 1990 Dupree ha preso parte al film documentario Paris Is Burning, che da lei trae il nome. Viene ricordata per la sua celebre frase «That's right! I said it! Butch queen! Boy in the day, girl at night», traducibile con "Esatto! L'ho detto! Reginetta maschiaccio! Ragazzo di giorno, ragazza di notte".

### Ball e vogueing
Si dice che Dupree sia stata la prima ad utilizzare lo stile del vogueing in danza e ne sarebbe perciò l'ideatrice.
Il vogueing consiste nel ballare assumendo di tanto in tanto pose innaturali, che solitamente i modelli adottano sulle foto pubblicate all'interno di riviste di moda o mentre sfilano su passerelle. Secondo la teoria che vede la donna come l'ideatrice di questo stile di ballo, un giorno l'artista avrebbe visto alcuni uomini che si stavano esibendo in una ball all'interno di un nightclub chiamato Footsteps; Dupree si sarebbe quindi unita a loro iniziando a ballare, per poi decidere di provocarli, iniziando a muoversi assumendo le pose delle modelle presenti sulla copia della rivista Vogue che teneva in borsa: le persone avrebbero iniziato ad imitarla e la donna avrebbe dato così il via ad una gara di ballo.
A Paris viene anche attribuita l'ideazione del concetto di categorie nell'ambito delle ball, che sono state presenti per la prima volta nel 1981, durante la prima ball della House of Dupree.
Quest'usanza continua tutt'oggi, seppur con diverse modifiche, grazie proprio a questa prima ball di Dupree, ed oggi i club gay hanno gare di ballo ispirate al vogueing di Paris.

### Morte
Paris Dupree è morta nell'agosto del 2011 a New York City, all'età di 60 anni. La causa della sua morte non è nota.